# Calvay
Calvay, en gaélique écossais Calbhaigh, est une île inhabitée du Royaume-Uni située en Écosse dans l'archipel des Hébrides extérieures